# Сухотин, Владимир Александрович
Владимир Александрович Сухотин (10 октября 1892, Тверская область — 19 мая 1961) — участник Великой Отечественной войны, генерал-майор артиллерии.

## Биография
В. А. Сухотин родился 10 октября 1892 года в деревне Князево Тверской области.
В 1912 году окончил Смоленскую гимназию и был призван на службу в Русскую императорскую армию. Окончил Школу прапорщиков. Участвовал в Первой мировой войне.
В 1918 году в Смоленске добровольно вступил в Красную армию. Участвовал в Гражданской войне.
Окончил Высшие артиллерийские курсы, а в 1935 году — Военную Академию им М. В. Фрунзе. В 1925—1929 годах был командиром 33-го артиллерийского полка Белорусского военного округа. В 1929—1932 годах работал преподавателем артиллерийского дела в Объединённой военной школе им. В. И. Ленина. С 1935 года был начальником кафедры тактики военной академии в Ленинграде.
В 1938 году Сухотину В. А. было присвоено воинское звание «комбриг».
С 22 июня 1941 года участвовал в Великой Отечественной войне. Воевал на Северном, Ленинградском и Западном фронтах. 
Сухотина назначили начальником артиллерии 21-й мотострелковой дивизии войск Оперативных войск НКВД. В июле 1941 года назначили начальником артиллерии Красногвардейского укреплённого района. С сентября 1941 года Сухотин был начальником штаба — заместителем начальника артиллерии 42-й армии Ленинградского фронта, которая вела бои с немцами на подступах к Ленинграду. С 1943 года стал генерал-майором, заместителем командующего и командующим артиллерией 21-й армии Резерва Ставки ВГК. С апреля 1943 года принимал участие в Смоленской операции в составе войск Западного фронта.
С мая 1944 по апрель 1945 года был старшим преподавателем тактики Высшей Военной Академии Генерального штаба им. К. Е. Ворошилова. С апреля 1945 года воевал на Ленинградском фронте, был назначен на должность заместителя командира — командующего артиллерией 8-го гвардейского стрелкового корпуса 51-й армии.
После войны продолжал служить в Советской армии. С 1951 года был в отставке.
Умер 19 мая 1961 года. Похоронен в Москве.

## Награды
- Орден Ленина (21.02.1945)[1]
- 4 ордена Красного Знамени (1930, 24.01.1943, 03.11.1944, 20.06.1949)[2]
- Орден Кутузова II степени (28.09.1943)[3]
- Медаль «За оборону Ленинграда»[4]
- Медаль «За победу над Германией в Великой Отечественной войне 1941—1945 гг.»[5]